# Башкирский орнамент
Башкирский орнамент — узор, основанный на повторе и чередовании геометрических, растительных или зооморфных элементов, предназначенный для украшения предметов, оружия, текстильных изделий, интерьера башкир.

## История
В башкирском орнаменте отразились древние представления башкир о тройственном ритме бытия, характерные для большинства народов.
Орнамент, как древнейшая форма изобразительной деятельности человека, формировался у башкир постепенно. Первые изображения были просты: веточка, осколок ракушки, проведенные по сырой глине, или вдавленные в неё семена растений. Со временем рисунки усложнялись и стали продуманными, композиционно выверенными, наполненными символическим содержанием.
Для башкирского орнамента свойственны геометрические, криволинейно-растительные узоры. Обычно узоры наносились на дерево, кожу, металл, полотно.

## Орнамент
Башкирский орнамент симметричен и отражает восприятие мира людьми. Он содержит в себе протипоставляемые явления: день — ночь, жизнь — смерть, свет-тьма, мужское — женское, левое — правое и т. д. Противопоставление показывается симметрией противостоящих фигур.
Для сохранения целостности композиции вводится центральный элемент орнамента.
Центральным элементом орнамента является женская фигура, изображение дерева или символический ромб. Женская фигура символизирует образ богини всего сущего, дерево — древо жизни, ромб — символ земли-пашни.
Элементы орнамента имеют смысловое значение: кускар — символ завитых бараньих рогов и символ трав, солярный знак ֔֕ — круг, изображение солнца в виде окружности с лучами, сердечко — обозначает гостеприимство.
В башкирских орнаментах нашли отражение представления Доисламского периода истории башкир.
Орнаментом украшались воротники, вырезы, застежки, края рукавов и подола одежды. Края с орнаментом считались недоступными для порчи.
Украшенные орнаментом элементы дома делали дом недоступным для злых духов. Украшались ворота, ставни, наличники окон, края крыш. Формы орнамента, треугольник и ромб, круг, являются символическим изображением глаза: треугольник- в профиль, ромб — в фас. Считалось, что изображение треугольника способно оградить от вредных внешних воздействий.

## Орнаментальные комплексы
В башкирском декоративно-прикладном искусстве выделяются 6 основных орнаментальных комплексов, связанных с приемами исполнения.
- Простые геометрические фигуры в виде треугольников, квадратов и четырёхугольников, зигзагов, крестов ×, ромбов, кругов Ο, вихревых розеток — входят в состав сложных орнаментальных узоров в форме бордюра или розетки.
- Узоры из спиралей, рогообразных и сердцевидных фигур, бегущих волн ≈ , пальметок, треугольники — изображаются на амулетах.
- Узоры растительного происхождения — используются в орнаменте тамбурной вышивки для одежды.
- Сложные многоугольники, восьмиконечные звезды, ступенчатые ромбы, многоугольники с отростками, парные роговидные завитки — используются для соединения в сложные розетки или сетки.
- Геральдические композиции из птиц, животных и деревьев, восьмиконечные звезды, бордюрные узоры из вилообразных, ногтевидных и V-образных фигур.
- Квадраты, ромбы, стилизованные изображения человека, восьмиконечной розетки, X-образной фигуры — используются в ткачестве, счетной и строчевой вышивке[1].

## Орнамент в вышивке
Для вышивки характерен растительный узор. Цветовая гамма — красный, жёлтый и зелёный цвета. Используется контрастное чередование цветов. Спиралевидные узоры в орнаменте используются для аппликации тканью и вышивания «косой сеткой», ромбовидный и х-образный орнамент — для ткачества и бесконтурных гладевых вышивок.
В вышивке используются следующие приемы: элементы орнамента располагаются бордюром, розетками или сплошной сеткой.